# Павлов, Николай Иванович (футбольный судья)
Николай Иванович Павлов (1901 — 22 февраля 1985) — советский футбольный судья. Судья всесоюзной категории (22.02.1949).

## Биография
19 июля обслуживал финальный матч на Кубок Москвы по футболу 1942 года между командами «Спартак» (Москва) и «Динамо» (Москва) (2:0).
20 мая 1945 года обслуживал матч на первенство страны между командами «Трактор» (Сталинград) и «Крыльями Советов» (Москва) (0:0).

## Судейская статистика
главный судья
| Год   | Итого | Высшая лига СССР | Прочие |
| ----- | ----- | ---------------- | ------ |
| 1942  | 2     | —                | 2      |
| 1943  | 2     | —                | 2      |
| 1945  | 6     | 5                | 1      |
| 1949  | 1     | —                | 1      |
| ИТОГО | 11    | 5                | 6      |